# Haxered
Haxered (alt. Haksered) är en mindre by i Varbergs kommun som ligger mellan Rolfstorp och Ullared. Namnet kommer troligen från sjön Haksjön som ligger centralt i Haxered. Sjön har i sin tur fått sitt namn ifrån de omgivande hagarna. Sjön hette tidigare Hagsjön.